# SUPERKOMBAT
SUPERKOMBAT é uma companhia de promoção de kickboxing internacional fundada em 2011 pelos Eduard Irimia. A companhia tem sede na Roménia.
O SK tornou-se no mais respeitado torneio de luta de Europa. Basicamente  é constituído por 2 circuitos distintos: o SUPERKOMBAT World Grand Prix e o SUPERKOMBAT New Heroes.
O SK foi fundado por Eduard Irimia, que realizou o primeiro evento a 18 de Março de 2011. Antes de criar o SUPERKOMBAT, organizava boxe eventos.
Em Agosto de 2012, o SK entrou com uma parceria com a promoção de kickboxing K-1 para compartilhar lutadores. Eurosport assinou um contrato de vários anos para transmitir os eventos do SUPERKOMBAT.

## Lutadores notáveis
- Benjamin Adegbuyi
- Raul Cătinaș
- Sebastian Ciobanu
- Alexandru Lungu
- Cătălin Moroșanu
- Andrei Stoica
- Bogdan Stoica
- Ben Edwards
- Paul Slowinski
- Zabit Samedov
- Alexey Ignashov
- Dževad Poturak
- Thiago Michel
- Felipe Micheletti
- Edson Lima
- Ricardo Soneca
- Alex Pereira
- Anderson Silva
- Mladen Brestovac
- Errol Zimmerman
- Tomáš Hron
- Ondřej Hutník
- Roman Kleibl
- Freddy Kemayo
- Brice Guidon
- Frank Muñoz
- Jorge Loren
- Daniel Sam
- Stefan Leko
- Mike Zambidis
- Roberto Cocco
- Faldir Chahbari
- Albert Kraus
- Rico Verhoeven
- Hesdy Gerges
- Arnaldo Silva
- Diogo Neves
- Ismael Londt
- Redouan Cairo
- Jairzinho Rozenstruik
- Yoann Kongolo
- Pavel Zhuravlev
- Sergei Lascenko
- Bob Sapp
- Carter Williams
- Mighty Mo